# Georgina Klug
Georgina Klug (Santa Fe, 11 juni 1984) is een voormalige volleybal- en beachvolleybalspeler uit Argentinië. In die eerste discipline speelde ze 46 interlands voor de nationale ploeg en won ze met VC Weert in 2011 het Nederlands kampioenschap en de beker. Als beachvolleyballer won ze met Ana Gallay in 2015 de gouden medaille bij de Pan-Amerikaanse Spelen en nam ze een jaar later deel aan de Olympische Spelen.

## Carrière

### Zaal
Klug begon in 1997 met volleybal in de zaal. Ze speelde tot 2004 in haar thuisstad bij Regatas Santa Fe en kwam tot 2008 voor verschillende clubs in Argentinië uit. Met Banco Nacion Ramallo won ze het laatste seizoen het landskampioenschap. Daarna was ze drie seizoenen actief in Europa voor onder meer Cecell Lleida in Spanje, Roma Pallavolo in Italië en VC Weert in Nederland. Met die laatste club won ze in het seizoen 2010/11 het landskampioenschap en de beker. Vervolgens keerde ze terug naar Zuid-Amerika om bij achtereenvolgens bij het Chileense CD Universidad Católica en Argentijnse Mar Chiquita Voley te spelen. Daarnaast kwam ze in totaal 46 keer uit voor de nationale volleybalploeg met wie ze in 2008 als aanvoerder een bronzen medaille bij het Pan-Amerikaans kampioenschap won.

### Beach
Klug begon in het Zuid-Amerikaanse circuit met beachvolleyballen aan de zijde van Silvana Olivera en Natali Flaviani. In juni 2013 vormde ze een duo met Ana Gallay met wie ze tot het einde van haar carrière in 2017 samen zou spelen. Met Gallay maakte Klug dat jaar haar debuut in de FIVB World Tour. Ze namen deel aan zeven mondiale toernooien met een vijfde plaats in Phuket als beste resultaat. Het seizoen daarop waren ze achtereenvolgens actief in de Zuid-Amerikaanse competitie – meerdere podiumplaatsen – en in de World Tour. Op mondiaal niveau deden ze mee aan veertien toernooien waarbij ze vier vijfde plaatsen behaalden (Fuzhou, Puerto Vallarta, Xiamen en Paraná). Bovendien wonnen ze de zilveren medaille bij de Zuid-Amerikaanse Spelen in Santiago achter de Braziliaansen Talita Antunes da Rocha en Taiana Lima. In 2015 haalde Klug bij vier continentale toernooien enkel het podium. Bij elf reguliere FIVB-wedstrijden kwam het duo onder meer tot een tweede plaats in Xiamen en een vierde plaats in Antalya. Bij de wereldkampioenschappen in Nederland strandden ze na drie nederlagen in de groepsfase. Een paar weken later wonnen Klug en Gallay de gouden medaille bij de Pan-Amerikaanse Spelen in Toronto door het Cubaanse tweetal Lianma Flores en Leila Martinez in de finale te verslaan. Het jaar erna namen ze deel aan twaalf reguliere toernooien in de World Tour. Ze behaalden daarbij drie vierde (Maceió, Antalya en Klagenfurt) en twee vijfde plaatsen (Fuzhou en Sotsji). Bij de Olympische Spelen in Rio de Janeiro wist het duo opnieuw niet voorbij de groepsfase te komen. Klug en Gallay sloten het seizoen af met een vijfde plaats bij de World Tour Finals in Toronto. In 2017 speelde het duo nog twee wedstrijden in de internationale competitie, waarna Klug haar sportieve carrière beëindigde.

## Palmares

### Zaal
Clubverband
- 2008:  Argentijns kampioenschap
- 2011:  Nederlands kampioenschap
- 2011:  Nederlandse beker

Nationale ploeg
- 2008:  Pan-Amerikaans kampioenschap

### Beach
Kampioenschappen
- 2014:  Zuid-Amerikaanse Spelen
- 2015:  Pan-Amerikaanse Spelen

FIVB World Tour
- 2015:  Xiamen Open